# 龍城官邸
龍城官邸又稱55號官邸或主要高級邸宅，是朝鮮民主主義人民共和國最高領導人金正恩的主要官邸。

## 位置
據金正日前保鑣李英國的敘述，平壤市周圍至少有八座領導人官邸。龍城官邸位於平壤市北部的龍城區域，位於金日成廣場東北部約12 km（7.5 mi）。整個官邸佔地面積約12 km2（4.6 sq mi）。

## 描述
該官邸由朝鮮人民軍工程旅在金日成的指示下修建，於1983年竣工，後由其子金正日，以及金正日的妹妹金敬姬、妹夫張成澤所接管。自金正恩繼承父位以來，將其當作主要官邸。該處配備了地下戰時指揮部，並用覆鉛的鋼筋混凝土牆壁加以掩蓋，以防核戰爭。外圍裝有電網、雷區及數個安全檢查站，挖有地下隧道，與平壤西城區域長慶洞的26號官邸相連通，內部另有一私用地下火車站。
官邸的裝修也極為奢華。點綴於豪宅與精心設計的花園之間的是數個人工湖，以及各式娛樂設施。據目擊官邸內部的脫北者描述，室內有華美的家居陳設，深廣的長絨地毯和昂貴的枝形吊燈。

## 設施
- 位於湖畔的宴會廳。[7]
- 15米（49英尺）寬、50米（160英尺）長的游泳池[13]，並配備大型滑梯。[14]
- 跑道及田徑場。[2]
- Spa及桑拿。
- 馬厩及馬場。
- 射擊場。
- 賽車道。

## 外部連結
- . North Korean Economy Watch.   [2014-10-27]. （原始内容存档于2021-02-23）. – Project for comprehensive mapping of North Korea
- . One Free Korea.   [2014-10-27]. （原始内容存档于2020-06-23）. – Detailed satellite pictures of six North Korean leader’s residences

39°06′59″N 125°48′21″E / 39.116377°N 125.805817°E